# フレスポ四日市富田
フレスポ四日市富田（フレスポよっかいちとみだ）は、三重県四日市市西富田に所在するネイバーフッド型のショッピングセンターである。

## 概要
2008年（平成20年）8月29日、三幸毛糸紡績富田工場跡地に開業した。
核店舗は四日市富田フランテ館であった。フランテ館とは、愛知県を中心とするスーパーマーケットチェーンのヤマナカが手がける店舗ブランドの一つである。当店はフランテ館としては三重県初出店となる店舗であったが、2024年（令和6年）8月20日をもって閉店した。なお、当店の閉店後、ヤマナカが三重県内で運営する店舗はアルテ津新町店のみとなった。

## 沿革
- 2008年（平成20年）8月29日 - 開業。
- 2024年（令和6年）8月20日 - 四日市富田フランテ館が閉店[2][4]。
- 2024年（令和6年）12月8日 - カネスエ四日市フレスポ店が開店。

## 主なテナント
- ジップドラッグ[2]
- あかのれん[2]
- セリア[2]

### かつて存在したテナント
- 四日市富田フランテ館[2]

## 交通アクセス
- 近鉄名古屋線・三岐鉄道三岐線 近鉄富田駅